# Copa da Liga Escocesa 1951–52
A Copa da Liga Escocesa de 1951-52 foi a 6º edição do segundo mais importante torneio eliminatório do futebol da Escócia. O campeão foi o Dundee F.C., que conquistou seu 1º título na história da competição ao vencer a final contra o Rangers F.C., pelo placar de 3 a 2.

## Premiação
| Copa da Liga Escocesa de 1951-52 |
| Escócia                          |
| -------------------------------- |
| Dundee F.C. Campeão (1º título)  |